# Comuna Gogoșu, Dolj
Gogoșu este o comună în județul Dolj, Oltenia, România, formată din satele Gogoșița, Gogoșu (reședința) și Ștefănel.

## Demografie
Componența etnică a comunei Gogoșu
     Români (95,41%)
     Alte etnii (0%)
     Necunoscută (4,59%)
Componența confesională a comunei Gogoșu
     Ortodocși (94,26%)
     Alte religii (0%)
     Necunoscută (5,74%)
Conform recensământului efectuat în 2021, populația comunei Gogoșu se ridică la 523 de locuitori, în scădere față de recensământul anterior din 2011, când fuseseră înregistrați 723 de locuitori. Majoritatea locuitorilor sunt români (95,41%), iar pentru 4,59% nu se cunoaște apartenența etnică. Din punct de vedere confesional, majoritatea locuitorilor sunt ortodocși (94,26%), iar pentru 5,74% nu se cunoaște apartenența confesională.

## Politică și administrație
Comuna Gogoșu este administrată de un primar și un consiliu local compus din 9 consilieri. Primarul, Janin Cristian Bărăgan[*], de la Partidul Național Liberal, este în funcție din 2012. Începând cu alegerile locale din 2024, consiliul local are următoarea componență pe partide politice:
|  | Partid                    | Consilieri | Componența Consiliului | Componența Consiliului | Componența Consiliului | Componența Consiliului | Componența Consiliului | Componența Consiliului | Componența Consiliului |
|  | ------------------------- | ---------- | ---------------------- | ---------------------- | ---------------------- | ---------------------- | ---------------------- | ---------------------- | ---------------------- |
|  | Partidul Național Liberal | 7          |                        |                        |                        |                        |                        |                        |                        |
|  | Partidul Social Democrat  | 2          |                        |                        |                        |                        |                        |                        |                        |